# 軍役
軍役（ぐんやく、ぐんえき）は、戦時、武士が主君に拠出すべく課せられる軍事力や兵糧その他である。

## 中世
軍役は広義には民衆に課せられる夫役のうちの兵役なども含まれるが、狭義には封建制度における「御恩と奉公」の関係において、知行地の安堵（御恩）と引き替えに主君に軍事的奉公を行うことである。
中世の土地支配権は近世のような「一つの土地に一人の領主」は確立されておらず、その支配体系も近世のものよりずっと複雑であった。土地には耕作権を意味する「作職（さくしき）」、年貢徴収請負権の「名主職」、荘園領主への年貢納入を請け負う「地頭職」などが重層に存在し、さらに国衙や守護職が令制国単位で影響力を及ぼしていたため、武士の主従関係も一対一の単純なものであるとは限られていなかった。武士はやがて荘園を蚕食していき、自らの土地支配を保証する実効力を持った有力な上層武士に、年貢に代わって軍役を負担することでその支配を確立していくようになった。
平安時代には武士の支配を法的に保証するのは荘園領主たる「領家」「本所」であり、開発領主たちはその所領を孜々として寄進し、名簿（みょうぼ）を奉って子弟を近侍させ、猟官活動を行った。一方で開発領主たちは国衙や郡衙から令制国住人として軍役を課せられ、在庁官人として出仕した。武士の軍役としてもっとも古い形はこれらの領家への近侍や国衙への出仕における軍事的奉仕であったと思われる。
やがて彼らの土地の保証は源氏、平家といった、貴種に連なる上級武家に委ねられ、下級、中級の武士は「給人」と呼ばれて、主君から恩給された土地の見返りに、平時、戦時における主君への軍事的奉仕を行う構造が出来上がった。ただし前述のごとく土地への影響力は重層構造であったため、在地領主は自らの土地を守るべく、将軍家のほか、有力公家、国守や守護、あるいは在地の有力武家にその安堵を求めることもあった。
鎌倉期の幕府御家人に課せられた軍役は、大番役や追捕などであり、戦時には「いざ鎌倉」とはせ参じた。しかし、これらの軍役は後世のように所領の大きさや収穫量に基づいたものではなく、動員兵力は各々の御家人に委ねられていた。元寇では過重な軍役に比して所領の加増が少なかったことが鎌倉得宗家への不満として蓄積し、鎌倉幕府滅亡の遠因になったと考えられる。

## 戦乱期
南北朝時代になると、各国の中小武士団は新たな源氏の棟梁、足利氏のほか、半済令以後勢力を蓄えた守護大名、南朝、北朝方の有力武家らに所領安堵を求めた。幕府は守護大名庶家や足利氏譜代から奉公衆を編成し、在京奉公を課したが、一方で守護大名は国内の在地領主（国人）に対する支配を強め、その所領に応じた軍役を課すようになった。戦術が単騎による個人戦から集団戦闘へと変遷するに従い、軍役は所領や収穫量を基準としたものになっていった。
軍役は半農半士の土豪・地侍にも課せられた。武田家菩提寺、恵林寺領の例を見ると家臣団の末端に位置して武芸を専らとする「同心衆」のほかに、年貢の一部負担を免除された「軍役衆」の存在が見られる。彼らはいわゆる惣百姓（一般名主）とは異なり、年貢や夫役の一部を免除されるかわりに、戦時においては武田家への軍役を担ったものである。似た制度は兵農未分離の時代にあって各戦国大名家にみられ、太閤検地の実施で兵農分離が進められるまで、各大名家の戦力の一部を担った。大名家における家臣への軍役が貫高基準（貫高制）から近世に入って石高基準（石高制）へと移っていくのも特徴的である。大名から給人へ課せられる軍役は「馬上○騎、弓○張、鉄砲○挺、鑓○本、旗○本」といった具合であったが、軍役は俸給や兵粮米、臨時徴税と関係してくるので、小荷駄隊や下人などの人夫もあわせた総人数（出征する総員）で規定された。
安土桃山時代の初期には動員数は具体的に指示されず、配下大名の自己裁量に任されていたが、これでは手柄を立てようと過剰に兵員を動員して苛政を強いる例がみられたので、豊臣秀吉は陣立書で動員数を規定するようになった。豊臣氏の規定した軍役は、本役で「百石七人制」であり、天正17年の徳川氏が規定した人夫の夫役は「百石二人制」であった。これを万石に直すと1万石に付き700人（および1万石に付き200人）となるが、豊臣氏は出征目的地との距離により、本役、半役、三分の一役とわけて負担を軽減していたので、700人から230人程度になる。また軍役はあくまでも徴用人数であり、すべてを士分として兵士にするわけではなく、何割かは、陣夫として兵糧を荷駄で運ばせたり、水夫として船を漕いだりする非戦闘員として従事した。軍勢の人数にはこの非戦闘員が含まれることが多く、非戦闘員の割合（2割から8割）は状況や大名家によってまちまちで、はっきりしない。江戸時代の幕府が定めた軍役規定が、知行高1万石について人数235人（藩は1万石につき300人）というもので参勤交代の人員のもとにされていたので、これらを参考にした日本の旧参謀本部が「1万石に付き250人（便宜上の数字）」を出して戦国時代や安土桃山時代においても用いており、現在の歴史学者もこれを利用することが多い。

## 江戸初期の軍役
鎌倉時代、室町時代は時に応じて課せられ、一定の基準はなかったが、江戸幕府においてはこれを一定させた。1615年（元和元年）、大坂の陣にあたり、徳川秀忠は軍令を発して諸軍の部署を定めるとともに軍役を定めてこれを課した。そのときの制はつぎのとおり。
- 500石 - 鉄砲1丁、鑓3本持鑓共
- 1000石 - 鉄砲2丁、弓1張、鑓5本持鑓共、馬上1騎
- 2000石 - 鉄砲3丁、弓2張、鑓10本持鑓共、馬上3騎
- 3000石 - 鉄砲5丁、弓3張、鑓15本持鑓共、馬上4騎（旗1本）
- 4000石 - 鉄砲6丁、弓4張、鑓20本持鑓共、馬上6騎（旗2本）
- 5000石 - 鉄砲10丁、弓5張、鑓25本持鑓共、馬上7騎（旗2本）
- 10000石 - 鉄砲20丁、弓10張、鑓50本持鑓共、馬上14騎（旗□本）

1616年（元和2年）6月改正後の制はつぎのとおり。
- 500石 - 鉄砲1、鑓3但持鑓共
- 1000石 - 鉄砲2、鑓5但持鑓共、弓1、騎馬1
- 2000石 - 鉄砲3、鑓5（15?）但持鑓共、弓2、騎馬3
- 3000石 - 鉄砲5、鑓15但持鑓共、弓3、騎馬4、旗1
- 4000石 - 鉄砲6、鑓20但持鑓共、弓4、騎馬6、旗1
- 5000石 - 鉄砲10、鑓25但持鑓共、弓10、騎馬14、旗3
- 10000石 - 鉄砲20、鑓50但持鑓共、弓10、騎馬14、旗3